# Autoestrada A27
Die Autoestrada A27 ist eine Autobahn in Portugal. Die Autobahn beginnt in Viana do Castelo und endet in Ponte da Barca.

## Größere Städte an der Autobahn
- Viana do Castelo
- Lanhezes
- Ponte de Lima
- Ponte da Barca